# Lythe

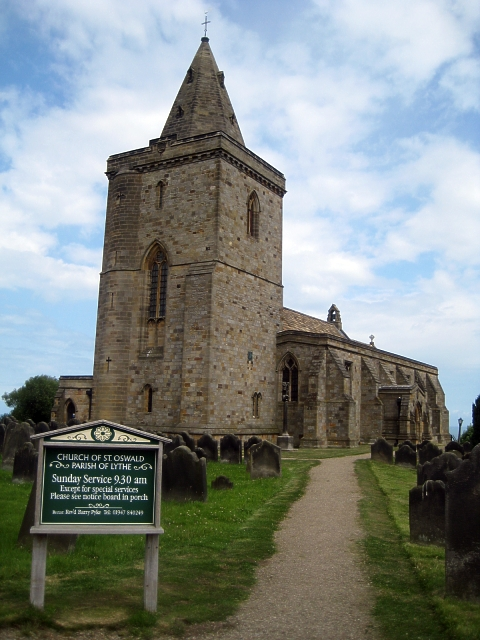
Lythe: la chiesa di Sant'Osvaldo

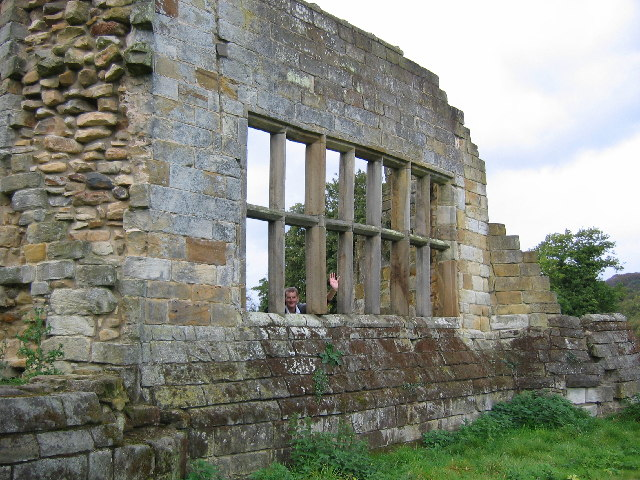
Le rovine del castello di Mulgrave, nei dintorni di Lythe

Lythe è un villaggio con status di parrocchia civile dell'Inghilterra nord-orientale, facente parte della contea del North Yorkshire e del distretto di Scarborough e situato nell'area del parco nazionale dei North York Moors e in prossimità della costa che si affaccia sul Mare del Nord. 

## Geografia fisica

### Territorio
Lythe si trova a nordi di Whitby e a pochi chilometri a est di East Barnby. Da Whitby dista circa 4 miglia.
Il villaggio di Lythe si erge su una collina, mentre l'intera parrocchia civile si estende fino alla costa che si affaccia sul Mare del Nord, dove si trova la stazione balneare di Sandsend.

## Origini del nome
Il toponimo Lythe deriva dal termine antico nordico hlið, che significa "dirupo".

## Storia
Il villaggio di Lythe è citato nel Domesday Book (1086), ma già nel corso del X secolo esiteva probabilmente un sito funerario vichingo in loco. 
Nel 1811, la parrocchia civile di Lythe era costituita dai villaggi di Barnby, Borrowby, Ellerby, Hutton Mulgrave, Lythe, Mickleby, Newton Mulgrave e Ugthorpe.

## Monumenti e luoghi d'interesse

### Architetture religiose

#### Chiesa di Sant'Osvaldo
Principale edificio religioso di Lythe è la chiesa di Sant'Osvaldo: di origine medievale (XIII secolo), venne in gran parte riprogettata nel 1910 da Walter Tapper.

### Architetture civili

#### Castello di Mulgrave
Nei dintorni di Lythe si trova poi la tenuta di Mulgrave, dove si ergono le rovine del castello di Mulgrave (Mulgrave Castle), un castello eretto agli inizi del XIII secolo da Robert de Turnham e rimodellato agli inizi del XVII secolo.

## Geografia antropica

### Suddivisioni amministrative
Villaggi della parrocchia civile di Lythe:
- Lythe
- Goldsborough
- Sandsend